# Berberis koreana
Berberis koreana es un arbusto caducifolio de la familia Berberidaceae, que llega a crecer hasta un metro y medio de alto. La especie es originaria de Corea, noreste de China y otras partes del Asia Oriental. En América del Norte, América del Sur y Europa se suele plantar como arbusto ornamental.

## Morfología
B. koreana difiere de la mayoría de las especies del género Berberis en Asia —sección Angulosae—, ya que al igual que las especies sudamericanas de la sección Actinacanthae, las espinas ocasionalmente son triples, pero por lo general son múltiples, de color verde y en general aplanadas. En las especies de la subsección Congestiflorae, se encuentra en la etapa final del pasaje posterior en el que la hoja se transforma en espina. Aquí, las espinas no están del todo separadas, por lo que tienen una naturaleza más foliácea.